# Ría de Abres
Ría de Abres (llamada oficialmente Santiago da Ría de Abres) es una parroquia española del municipio de Trabada, en la provincia de Lugo, Galicia.

## Otras denominaciones
La parroquia también es conocida por el nombre de Santiago de Ría de Abres.

## Organización territorial
La parroquia está formada por doce entidades de población, constando once de ellas en el nomenclátor del Instituto Nacional de Estadística español:
- Acebedo (O Acevedo)
- Boca de Canle  (A Boca de Canle)
- Casanova e Pacios (A Casanova)
- Follaval (O Follabal)
- Leirado
- Pacios
- Pedrido
- Rabexa (A Rabexa)
- Rielo
- San Martiño
- Veiga (A Veiga)
- Vilafernando

## Demografía
| Gráfica de evolución demográfica de Ría de Abres entre 2000 y 2021 |
|                                                                    |
| Datos según el nomenclátor publicado por el INE.                   |